# بعد از اتفاق
بعد از اتفاق (انگلیسی: After the Incident) فیلم درام ایرانی به کارگردانی و نویسندگی پوریا حیدری اوره است که نخستین بار در مهر ۱۳۹۹ در جشنواره بین‌المللی فیلم‌های کودکان و نوجوانان به نمایش درآمد و توانست جایزه ویژه یونیسف در این جشنواره را کسب کند.
از بازیگران این فیلم می‌توان به جواد عزتی، رضا کیانیان، بهرام افشاری و علی انصاریان اشاره کرد.